# Swiss Music Awards 2014
La 7ª edizione degli Swiss Music Awards si è tenuta il 7 marzo 2014 a Zurigo, Svizzera. È stata trasmessa live su SRF zwei, su Joiz e sul canale romando Rouge TV dall'Hallenstadion e il giorno dopo in replica sul canale ProSieben. È stata condotta dall'attrice e modella Melanie Winiger e dal moderatore radiofonico Mario Torriani.
In questa edizione vi sono state alcune novità: prima dell'inizio dell'evento, alle 19.40, sono state trasmesse le immagini e le interviste dal tappeto rosso, in un segmento intitolato "SMA 2014 Countdown", mentre alla fine della manifestazione è stato mostrato il meglio della serata e le interviste con i vincitori dei premi. Una seconda novità è il luogo dove si è svolta la manifestazione: non più la "Schauspielhaus Schiffbau" ma il più grande e mondialmente conosciuto Hallenstadion, sempre a Zurigo. Per questo motivo la kermesse è stata per la prima volta aperta al pubblico.
La conferenza stampa in cui sono state rese note le nomination per le varie categorie si è svolta il 29 gennaio 2014. I più nominati per questa edizione sono stati: Kadebostany con 3 nomination e Bligg, Bastian Baker, Steff La Cheffe, DJ Antoine e Macklemore & Ryan Lewis con 2 nomination a testa. Si potrà votare il proprio artista preferito in quasi tutte le categorie fino al 2 marzo 2014; infatti per il Best Act Romandie si è potuto votare solo fino al 7 febbraio. È stato in seguito rivelato che il vincitore nella categoria Miglior performance romanda è Bastian Baker. Il gruppo Züri West è stato insignito del Premio della giuria per aver scritto una grande pagina della storia musicale svizzera nei loro 30 anni di carriera.
I grandi vincitori della serata sono stati Bastian Baker e Bligg con 2 premi a testa, il primo nelle categorie Miglior pop/rock album nazionale e Miglior performance romanda e il rapper nelle categorie Miglior canzone nazionale e Miglior album urbano nazionale.
Gli artisti che si sono esibiti live sul palco sono stati: il gruppo rock finlandese Sunrise Avenue, l'inglese John Newman, il gruppo hard rock svizzero Gotthard, lo svizzero Bastian Baker, il rapper tedesco Casper e il gruppo pop-folk rock Milky Chance.

## Premi
I vincitori della categoria sono evidenziati in grassetto.

### Miglior canzone nazionale
- Mundart - Bligg
- Ha Ke Ahnig - Steff La Cheffe
- Bella vita - DJ Antoine

### Miglior canzone internazionale
- Get Lucky - Daft Punk feat. Pharrell Williams
- Blurred Lines - Robin Thicke
- Wake Me Up - Avicii

### Miglior album pop/rock nazionale
- Böses Alter - Stiller Has
- Dirty Dynamite - Krokus
- Too Old to Die Young - Bastian Baker

### Miglior album pop/rock internazionale
- Random Access Memories - Daft Punk
- Racine Carrée - Stromae
- All the Little Lights - Passenger

### Miglior album urbano nazionale
- Service Publigg - Bligg
- Picasso - Knackeboul
- Vögu Zum Geburtstag - Steff La Cheffe

### Miglior album urbano internazionale
- Magna Carta... Holy Grail - Jay-Z
- The Marshall Mathers LP 2 - Eminem
- The Heist - Macklemore & Ryan Lewis

### Rivelazione nazionale
- Nicole Bernegger
- Manillio
- Lina Button

### Rivelazione internazionale
- Passenger
- Macklemore & Ryan Lewis
- Alex Hepburn

### Miglior album dance nazionale
- Green - Mr. Da-Nos
- White - Flava & Stevenson
- 2013 - DJ Antoine

### Miglior talento nazionale
- YOKKO
- Kadebostany
- The Animen

### Miglior performance live nazionale
- Kadebostany
- Eluveitie
- Luca Hänni

### Miglior performance romanda
- Carrousel
- Bastian Baker
- Kadebostany

### Premio della giuria (Outstanding Archiviement Award)
- Züri West